# Andragoras

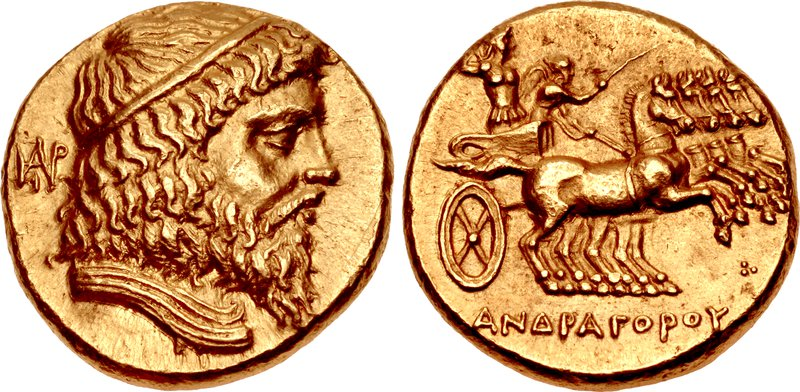
tiền của Andragoras.
Obv:Bearded ruler wearing the taenia.
Rev: Greek legend ΑΝΔΡΑΓΟΡΟΥ ("Andragoras"). Quadriga driven by Nike, together with an armed warrior.

Andragoras (? - 238 TCN) là một tổng trấn tỉnh Parthia (Parthia) của vương quốc Seleukos, dưới thời vua Antiochos I Soter và Antiochos II Theos (Justin, xli. 4).
Andragoras cố gắng thoát khỏi sự cai trị của vương quốc Seleukos tại thời điểm vương quốc Seleukos đang vướng vào cuộc chiến tranh rắc rối với nhà Ptolemaios của Ai Cập. Với sự thách thức, ông đã ban hành tiền của mình mà trong đó ông đang đội vương miện hoàng gia. Andragoras có lẽ là một người họ hàng, một người cùng thời và là đồng minh của Diodotus I của Bactria, người cũng đã công khai nền độc lập cùng thời gian đó, dựng nên vương quốc Hy Lạp - Bactria.
Andragoras chỉ cai trị được 7 năm (245 - 238 TCN), sau đó bị lật đổ và bị giết bởi người lãnh đạo của tộc Parni,Arsaces khoảng năm 238 TCN, người mà đã tới để thành lập đế quốc Parthia:
| “ | Ông ta (Arsaces) đã sống cuộc đời cướp bóc và ăn trộm, khi ông nghe tin về thất bại của Seleukos chống lại người Gaule. Làm giảm nỗi sợ hãi của ông với vị vua, ông tấn công người Parthia với đội quân của những kẻ cướp, lật đổ người bảo trợ của họ, Andragoras và giết ông này.Sau đó ông ta chiếm lấy toàn bộ quốc gia. | ” |

("Hic solitus latrociniis et rapto uiuere accepta opinione Selencum a Gallis in Asia uictum, solutus regis metu, cum praedonum manu Parthos ingressus praefectum eorum Andragoran oppressit sublatoque eo imperium gentis inuasit") Justin, xli. 4